# Nikolaus Biwer
Nikolaus Biwer (* 27. Januar 1884 in Steinfort; † 22. August 1941 in Lyon) war ein luxemburgischer römisch-katholischer Geistlicher, Komponist und Märtyrer.

## Leben
Nicolas Biwer wurde 1908 zum Priester geweiht. Die Stationen seines Wirkens waren: Bettemburg, Differdingen, Pfarrer von Fischbach (1918), von Born (1924), von Nagem (Redingen) (1926) und schließlich von Gilsdorf (1932).
Am 7. Mai 1941 wurde er von den nationalsozialistischen Besatzern zusammen mit zehn weiteren Priestern nach Lyon deportiert. Dort starb er nach dreieinhalbmonatigem Aufenthalt und wurde bei der Kapelle Notre-Dame de La Salette in Sainte-Foy-lès-Lyon begraben.
Nicolas Biwer war Organist, Chorleiter und Komponist. In Gilsdorf ließ er eine bedeutende Orgel anschaffen. Sein Liederbuch von 1925 erlebte drei Auflagen und wurde noch 1982 nachgedruckt. In Lyon wirkte er als Musiklehrer.

## Werke
- (Hrsg.) Luxemburger Gaudeamus. Taschenliederbuch für das Luxemburger Volk, enthaltend eine reiche Auswahl luxemburger, deutscher und französischer Volkslieder. 1. Auflage. Luxemburg 1925. 2. Auflage. Verlag der Sankt-Paulus-Druckerei, Luxemburg 1929. 3. Auflage 1938. Nachdruck 1982.